# Magma

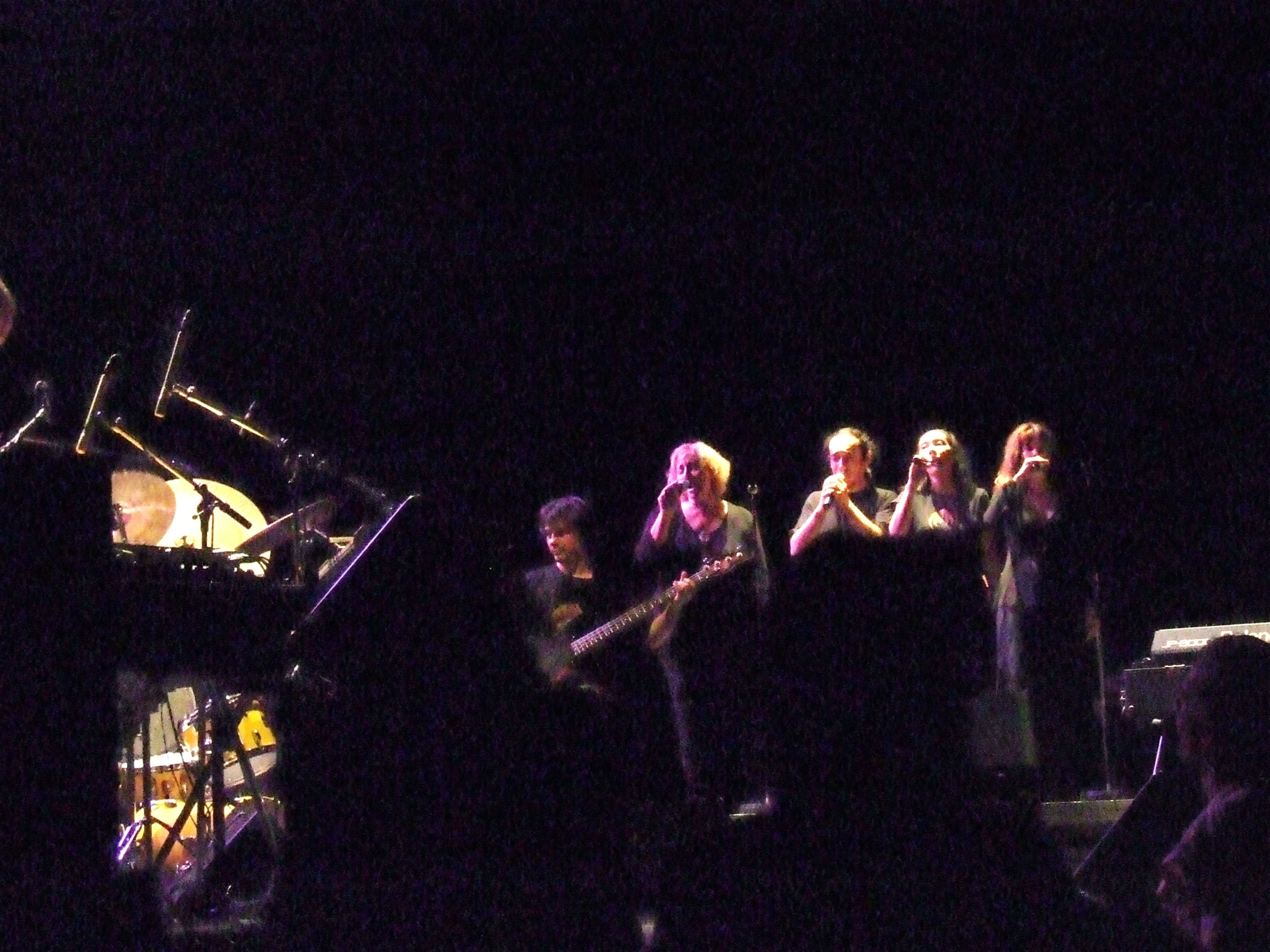

Magma — французская рок-группа, исполняющая прогрессивный рок, образована барабанщиком с классическим музыкальным образованием Кристианом Вандером (фр. Christian Vander) в 1969 году. Группа знаменита в первую очередь созданием нового направления прогрессивной музыки, названного «Zeuhl-прог», а также изобретением вымышленного «кобайского» языка, на котором написано большинство композиций коллектива.

## Состав
- Кристиан Вандер — барабанщик
- Лоран Тибо — бас-гитарист
- Эдди Раббин — клавишник
- Клод Энжен — гитарист
- Рене Гарбер — вокалист
- Тедди Лазри — трубач
- Йошко Шеффер — саксофонист

Это состав первой пластинки. А Магма стала питомником для множества музыкантов, в том числе для скрипача Дидье Локвуда (Didier Lockwood). Их по крайней мере несколько десятков.

## Дискография

### Студийные альбомы
- 1970 — Kobaia
- 1971 — 1001° Centigrades
- 1973 — Mekanïk Destruktïw Kommandöh
- 1974 — Ẁurdah Ïtah (саундтрек к фильму «Тристан и Изольда»)
- 1974 — Köhntarkösz
- 1976 — Üdü Wüdü
- 1978 — Attahk
- 1985 — Merci
- 2004 — K.A (Köhntarkösz Anteria)
- 2009 — Ëmëhntëhtt-Rê
- 2012 — Félicité Thösz
- 2014 — Rïah Sahïltaahk
- 2015 — Šlaǧ Tanƶ
- 2019 — Zess, le jour de néant
- 2022 — Kartëhl

### Концертные альбомы
- 1975 — Live / Hhaï (также называется Köhntark, концерт в Париже)
- 1977 — Inédits
- 1981 — Retrospektïẁ III
- 1981 — Retrospektïẁ I—II
- 1992 — Les Voix de Magma (AKT I)
- 1994 — Théâtre du Taur, Concert 1975 (AKT IV)
- 1995 — Concert Bobino 1981 (AKT V)
- 1996 — Concert 1971, Bruxelles — Théâtre 140 (AKT VIII)
- 1996 — Concert 1976, Opéra de Reims (AKT IX)
- 1999 — BBC 1974 (AKT XIII)
- 2001 — Theusz Hamtaahk — Trilogie
- 2008 — Bourges 1979 (AKT XV)
- 2009 — Live in Tokyo (2 CD)
- 2014 — Zühn Wöhl Ünsaï — Live in Brem 2 CD (enregistré en 1974, 2 CD)KobaïaKobaïa
- 2015 — Alhambra I et II (enregistrés en 2009 2 CD), concerts inédits parus dans le Coffret Köhnzert Zünd
- 2018 — Marquee Club (enregistré en 1974, 2 CD) (AKT 18)
- 2021 — ESKÂHl 2020 (Bordeaux, Toulouse, Perpignan) (AKT 19)

### Другие записи
- 1972 — Zig-zag
- 1972 — The Unnamables
- 1985 — Mythes et légendes (compilation)
- 1989 — Mekanïk Kommandöh (AKT X, enregistrement live en studio, datant de 1973)
- 1995 — Baba Yaga la Sorcière, quand les enfants chantent Magma (AKT VII)
- 1997 — Kompila (compilation)
- 1998 — Simples (réédition des 45 tours)
- 1998 — Floë Ëssi / Ëktah (EP deux titres)
- 2004 — Uber Kommandoh
- 2006 — Mythes et légendes — Epok I (DVD)
- 2006 — Mythes et légendes — Epok II (DVD)
- 2007 — Mythes et légendes — Epok III (DVD)
- 2008 — Mythes et Légendes — Epok IV (DVD)
- 2008 — Archiw I et II
- 2009 — Studio Zünd: 40 Ans d’Evolution (box-set)
- 2013 — Mythes et Légendes — Epok V (DVD)
- 2015 — Köhnzert Zünd (box-set)
- 2016 — Nĭhăo Hamtaï: Magma. First Chinese tour (DVD9
- 2017 — Ëmëhntëhtt-Ré Trilogie (DVD)